# اینگالس (کانزاس)
اینگالس (به انگلیسی: Ingalls) شهری در ایالت کانزاس کشور ایالات متحده آمریکا است که جمعیت آن در سرشماری سال ۲۰۱۰ میلادی، ۳۰۶ نفر بوده‌است.